# Bebington
Bebington è un paese di 13.720 abitanti della contea del Merseyside, in Inghilterra, municipio fino al 1974.